# Condado de Randolph (Alabama)
El condado de Randolph  (en inglés: Randolph County) es un condado del estado estadounidense de Alabama, fundado en 1832 y llamado Randolph en honor al congresista James Randolph. En el año 2000 tenía una población de 22 380 habitantes y una densidad de población de 15 personas por km². La sede del condado es Wedowee, aunque la ciudad más grande es Roanoke.

## Geografía
Según la oficina del censo el condado tiene una superficie total de 1513 km² (584,2 mi²), de los que 1505 km² (581,08108108108 mi²) son tierra y 28 km² (10,81081081 mi²) (0.52%) son agua.

### Condados adyacentes
- Condado de Cleburne - norte
- Condado de Carroll - noreste
- Condado de Heard - este
- Condado de Troup - sureste
- Condado de Chambers - sur
- Condado de Tallapoosa - suroeste
- Condado de Clay - oeste

### Principales carreteras y autopistas
- U.S. Autopista 431
- Carretera estatal 22
- Carretera estatal 48
- Carretera estatal 77

## Demografía
Según el 2000 la renta per cápita media de los habitantes del condado era de 28 675 dólares y el ingreso medio de una familia era de 34 684 dólares. En el año 2000 los hombres tenían unos ingresos anuales 27 069 dólares frente a los 20 323 dólares que percibían las mujeres. El ingreso por habitante era de 14 147 dólares y alrededor de un 17,00% de la población estaba bajo el umbral de pobreza nacional.

## Ciudades y pueblos
- Roanoke
- Rock Mills
- Wadley
- Wedowee
- Woodland